# Baobab z Glencoe

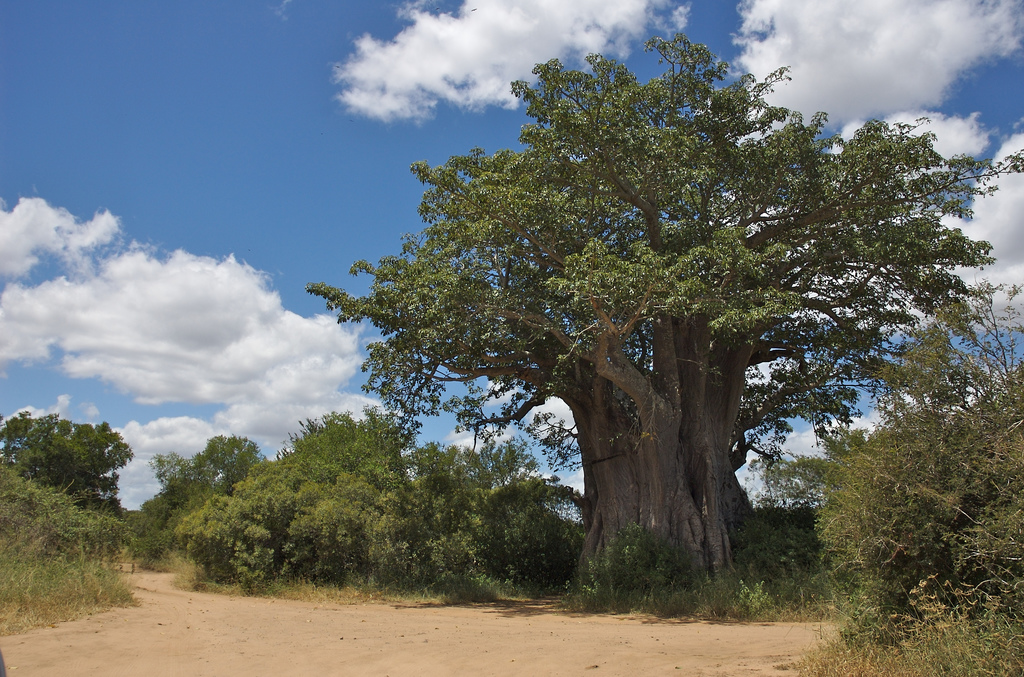
Baobab v Krugerově národním parku v jižní Africe patří ke stejnému druhu jako Baobab z Glencoe.

Baobab z Glencoe je nejmohutnější a druhý největší baobab (Adansonia) v jižní Africe. Tento strom druhu baobab prstnatý (Adansonia digitata L.) je možná nejmohutnějším stromem na světě. Nachází se na farmě Glencoe poblíž města Hoedspruit v jihoafrické provincii Limpopo a jeho kmen má průměr 15,9 m. Ve světovém měřítku s ním může soutěžit jen Tulský strom v mexickém státě Oaxaca.  
Strom se blízko u země dělí na několik kmenů. Hlavní kmen se již dávno sklonil k zemi. V listopadu 2009 se strom rozdělil na dvě části, přičemž se objevila ohromná dutina.
Průměr stromu činil před rozdělením 15,9 m a jeho obvod 47 m. Baobab byl vysoký 17 m a jeho koruna se rozkládala do šířky 37,05 m.
Do kmene stromu jsou vyryta data "1893" a "1896".